# Malakow-Turm

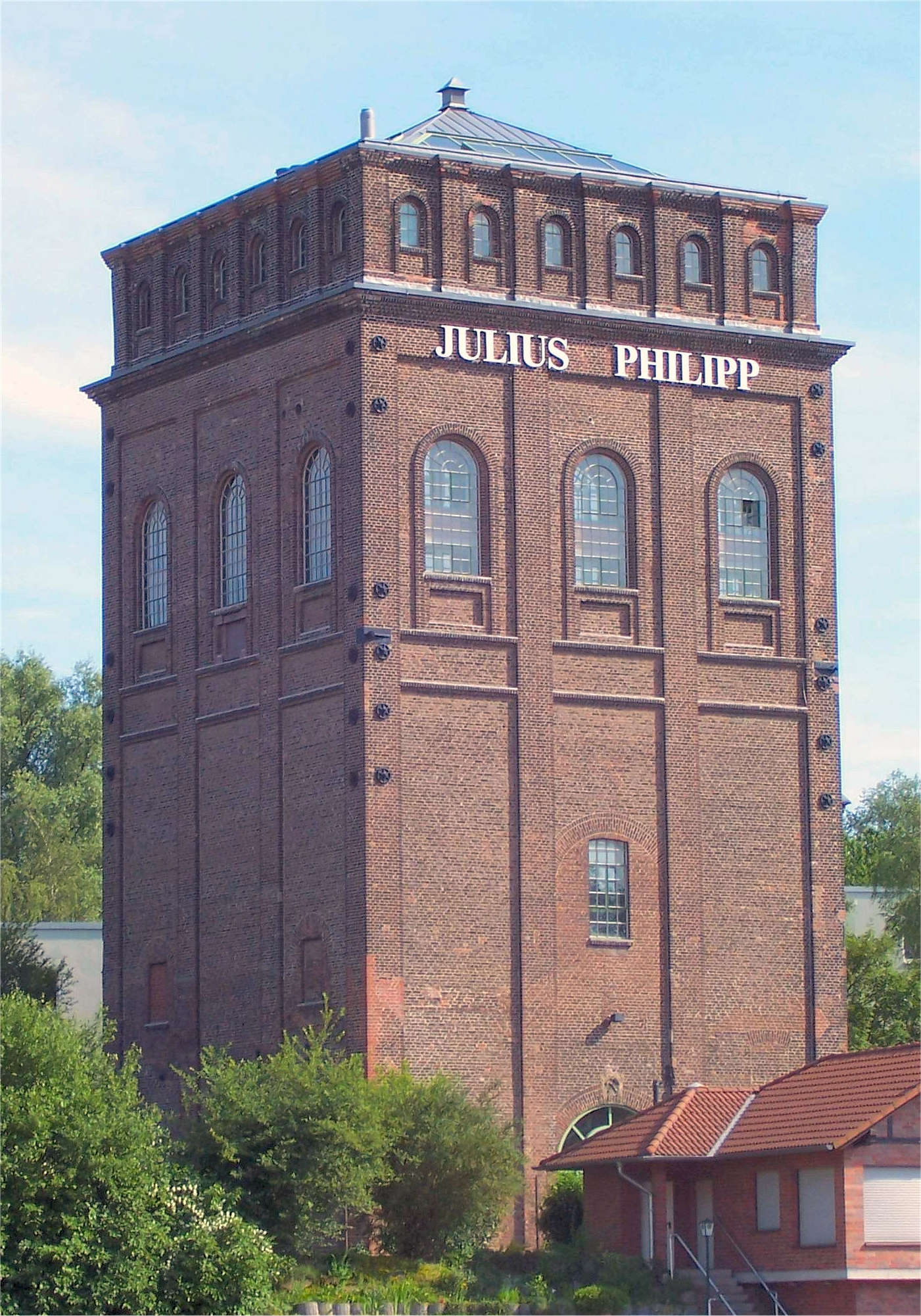
Malakow-Turm, Schacht Julius Philipp in Bochum-Wiemelhausen

Als Malakow-Turm (auch Malakoff-Turm) werden Fördertürme mit einer charakteristischen Bauform bezeichnet, die vorwiegend in den 1850er- bis 1870er-Jahren, aber vereinzelt auch noch bis zum Ende des 19. Jahrhunderts, in Kontinentaleuropa errichtet wurden.
Es handelt sich um massive Bauwerke aus Mauerwerk mit einer festungsähnlichen Architektur. Die stabile Bauweise aus bis zu drei Meter dickem Ziegelmauerwerk und eine versteifte Konstruktion im Inneren ermöglichte es, die Seilscheiben zu halten und die enormen Zugkräfte der Fördermaschinen aufzufangen. Zu finden waren die mächtigen Türme in den Revieren des Ruhrgebiets, des Saarlands, in Sachsen, Nieder- und Oberschlesien und im Aachener Raum, vereinzelt aber auch im Mansfelder Land, Belgien und Frankreich. Verwendung fanden sie vorwiegend im Steinkohlenbergbau und im Erz- und Kalisalzbergbau.
Als vorherrschende Bauform abgelöst wurden Malakow-Türme durch Stahlfördergerüste, als genügend Stahl zur Verfügung stand und so große Gerüste kostengünstig errichtet werden konnten.

## Namensherkunft

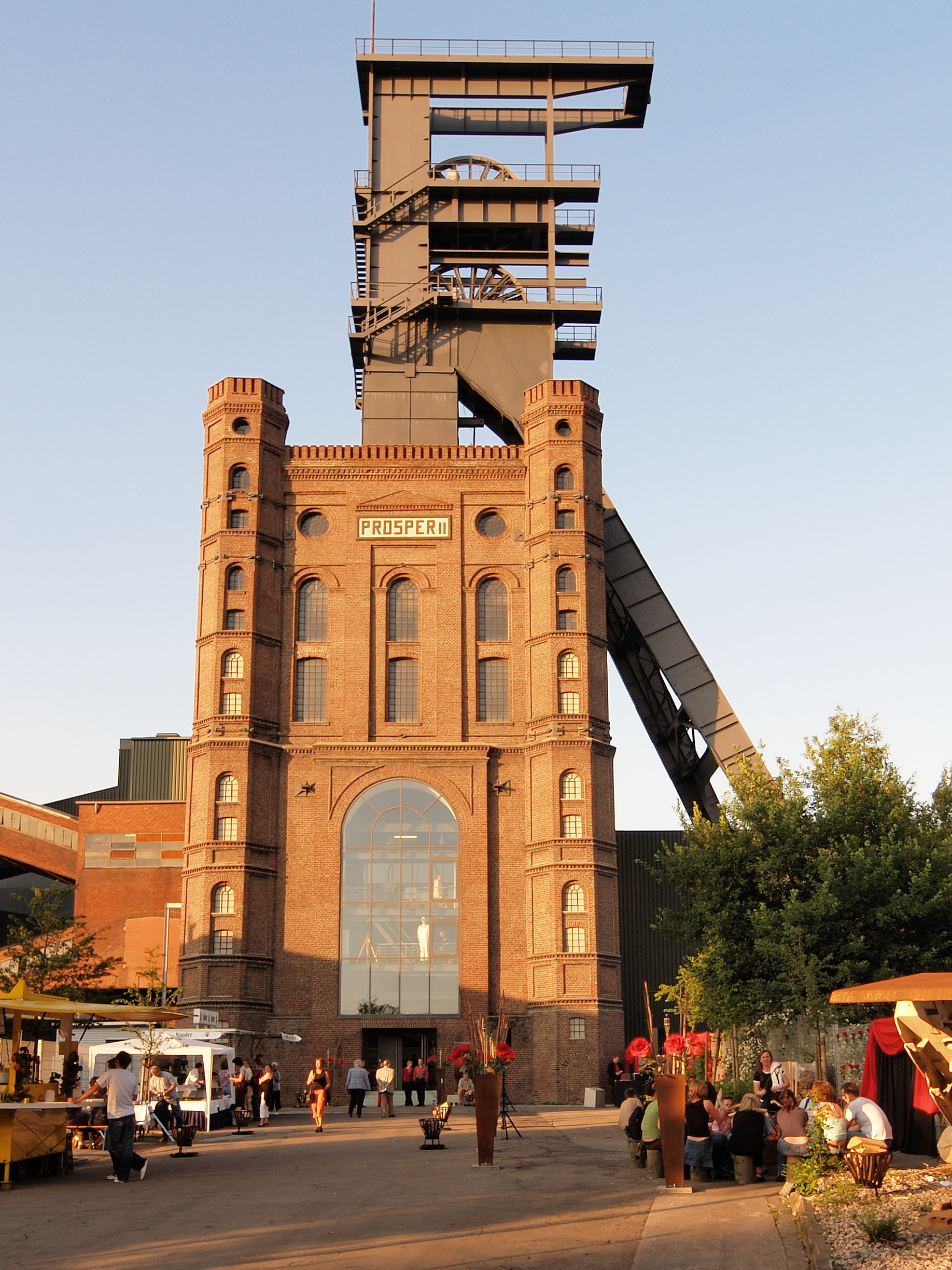
Schacht II der Zeche Prosper, Bottrop: Malakowturm mit nachträglich eingezogenem Fördergerüst

Die ursprünglich umgangssprachliche Bezeichnung geht auf das Fort Malakow, einen Teil der russischen Festungsanlage vor Sewastopol, zurück. Im Krimkrieg von 1853 bis 1856 war diese Befestigungsanlage, deren Zentrum der bereits vor dem Krieg auf der gleichnamigen Anhöhe errichtete steinerne Malachow-Turm (russisch Малахова башня) bildete, lange belagert und umkämpft und wurde schließlich im September 1855 von französischen Truppen unter dem Kommandanten Aimable Pélissier eingenommen, der in Anerkennung des Sieges zum Marschall befördert und nach seiner Rückkehr nach Frankreich am 22. Juli 1859 zum „Herzog von Malakow“ (Duc de Malakoff) ernannt wurde.
Die intensive Kriegsberichterstattung während des Krimkriegs und die populären Beschreibungen des Erbauers des Forts, des in russischen Diensten stehenden preußischen Generals Eduard von Todleben ließen den Namen Malakow oder (in französischer Schreibweise) Malakoff im öffentlichen Bewusstsein zu einem Synonym für Stärke, Monumentalität, Massigkeit, Größe und Belastbarkeit werden.
Zur selben Zeit entstanden auf den Steinkohlenzechen des Ruhrgebiets die ersten jener hohen Schachttürme, die gleichsam den Beginn des industriellen Bergbaus markieren. Im Volksmund wurde als Bezeichnung für solche Türme der Name des hart umkämpften Forts übernommen, um damit die Widerstandsfähigkeit dieser manchmal mehr als dreißig Meter hohen Fördereinrichtungen zu betonen. Baulich ähnelt der Festungsturm von Fort Malakow den Fördereinrichtungen bis auf die robuste, wuchtige Formgebung jedoch nicht.
Die zeitgenössische bergmännisch-technische Bezeichnung für ein solches Bauwerk lautete schlicht „Mauerwerk“. Als Fachterminus wurde der Ausdruck „Malakow-Turm“ erst im Jahr 1928 von Carl Koschwitz in die Technikgeschichtsschreibung eingeführt.
Aus ähnlichen Motiven wie bei den Fördertürmen wurde die Bezeichnung Malakoff-Turm auch für andere, nicht mit dem Bergbau in Zusammenhang stehende, massive Zweck- oder Militärbauwerke verwendet, so etwa für den 1855 errichteten Wachturm am Kölner Rheinauhafen oder die 1856 in Fort Malakoff umbenannte Kaponniere in Mainz.

## Technik

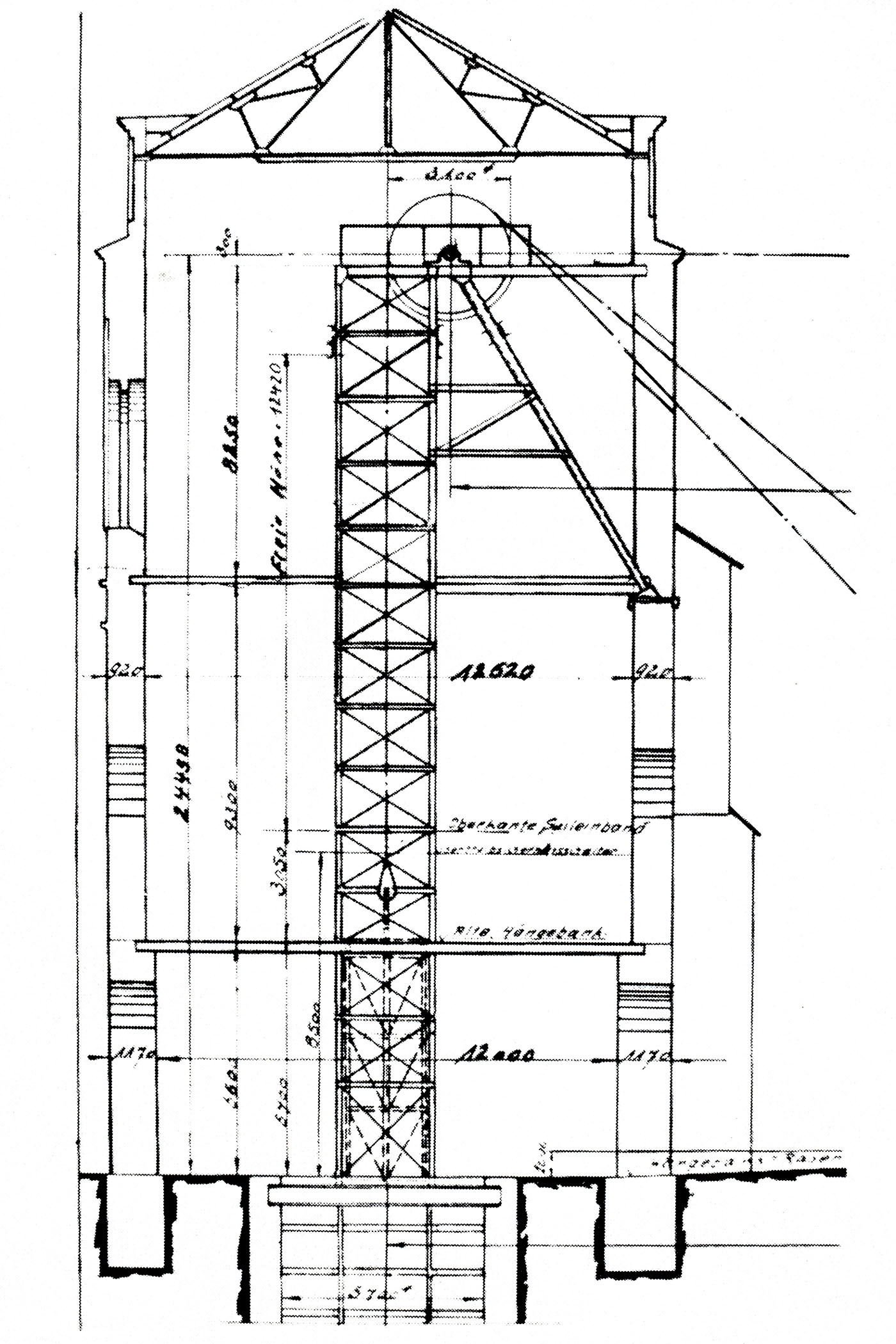
Skizze des Malakow-Turms, Julius Philipp

Malakow-Türme sind nach den terminologischen Konventionen der neueren Technikgeschichtsschreibung als Tiefbaueinrichtungen der frühen Phase des industriell, das heißt des maschinell fördernden, Bergbaus definiert.
Nachdem man in den 1830ern die Mergelschicht im Ruhrgebiet erstmals überwinden konnte und somit in der Lage war, Kohlevorkommen in Tiefen von mehr als 100 m auszubeuten, reichten die bisherigen Holzkonstruktionen für die Schachtförderung auf Grund zunehmender Belastungen nicht mehr aus. Die Schächte wurden tiefer, ihr Durchmesser größer und die Fördermaschinen leistungsfähiger. Gusseisen, seit dem beginnenden 19. Jahrhundert im Hoch- und Brückenbau etabliert, war zu spröde und den Belastungen durch häufige Lastwechsel nicht gewachsen; Stahl bzw. Stahlbeton stand noch nicht zur Verfügung. Um nun die hohen Stützlasten der Seilscheiben auffangen zu können, wurde das Seilscheibengerüst innerhalb des Gebäudes einzig im Mauerwerk gelagert (siehe nebenstehende Skizze). Die Schachttürme wurden zu diesem Zweck mit teilweise bis zu 2,50 m starkem Ziegelmauerwerk ausgestattet und mit aufwändig versteiften Innenkonstruktionen versehen. Zum Einsatz kamen dabei traditionelle, empirisch ermittelte Konstruktionen, die der herkömmlichen Zimmerungstechnik entstammten und der Ablenkung der diagonalen Seitenzugkräfte dienten (s. Sprengwerk). Die Konstruktionen der Seilscheibengerüste innerhalb der Türme wurden anfänglich noch in Holz ausgeführt, später dann aber zur Reduzierung von Brandgefahren und zur Aufnahme von höheren Kräften durch Eisenkonstruktionen ersetzt.
Die Höhe der Türme ergab sich anfangs aus den Erfordernissen der Wasserhaltungsmaschinen (zur Hebung der Grubenwässer), die meist in Gebäuden außerhalb der Türme untergebracht waren. Über ein Pumpgestänge wurde das Grubenwasser aus dem Schacht gepumpt. Der höchste Anschlagspunkt des Balanciers der Pumpe bestimmte dabei die Höhe des Seilscheibengerüstes. Später wurden die Bauhöhen aber durch die Höhen der Hängebänke und der damit verbundenen Kohleseparation bestimmt. Bauhöhen von bis zu knapp über 33 m sind dokumentiert.
Trotz ihrer massiven Bauweise waren die gemauerten Schachttürme aufgrund der stetigen, durch den Betrieb der Fördermaschinen hervorgerufenen Oszillationen starken Beanspruchungen ausgesetzt, die zur Destabilisierung der Mauerwerke führen konnten. Das machte die Fördertechnik jener Jahre reparaturanfällig und somit teuer. Mit der Vervollkommnung der Stahltechnologie wurden die gemauerten Fördereinrichtungen nach und nach, spätestens zu Beginn der 1880er Jahre, durch eiserne Fördergerüste ersetzt, die sich statisch genauer berechnen ließen und der Beanspruchung besser standhielten, auch konnten sie ggf. wieder demontiert und in anderen Anlagen eingesetzt werden. Der Wechsel zum stählernen Fördergerüst geschah vor allem bei Neuanlagen und anlässlich der Tieferteufung bereits vorhandener Schachtanlagen, im letzteren Fall regelmäßig durch das Einziehen solcher Fördergerüste in vorhandene Malakow-Türme, die in der Folgezeit im Wesentlichen nur noch als Wetterschutzeinrichtungen dienten.

## Architektur
Als typische und charakteristische Merkmale der Malakow-Türme sind eindeutig die massiven festungsartigen Turmbauweisen hervorzuheben. Diese Bauweise ist zur Mitte des 19. Jahrhunderts entstanden, als tiefergehende Teufen, aufwendigere Wasserhaltungen und verbesserte Kohleseparationen höher angelegte Fördergerüste erforderten und größere Stützkräfte abgefangen werden mussten. Vor dieser Zeit wurden die kleiner dimensionierten Fördergerüste entweder in den damals gängigen und in schlichter Architektur gehaltenen Backsteinhäusern untergebracht, oder wie in einigen wenigen Ausnahmen in sakralen Hausformen, wie zum Beispiel in der Saline Königsborn bei Unna, eingefügt. Mit einem Malakow-Turm hatte diese Bauform allerdings nichts gemein.

### Türme im Ruhrgebiet

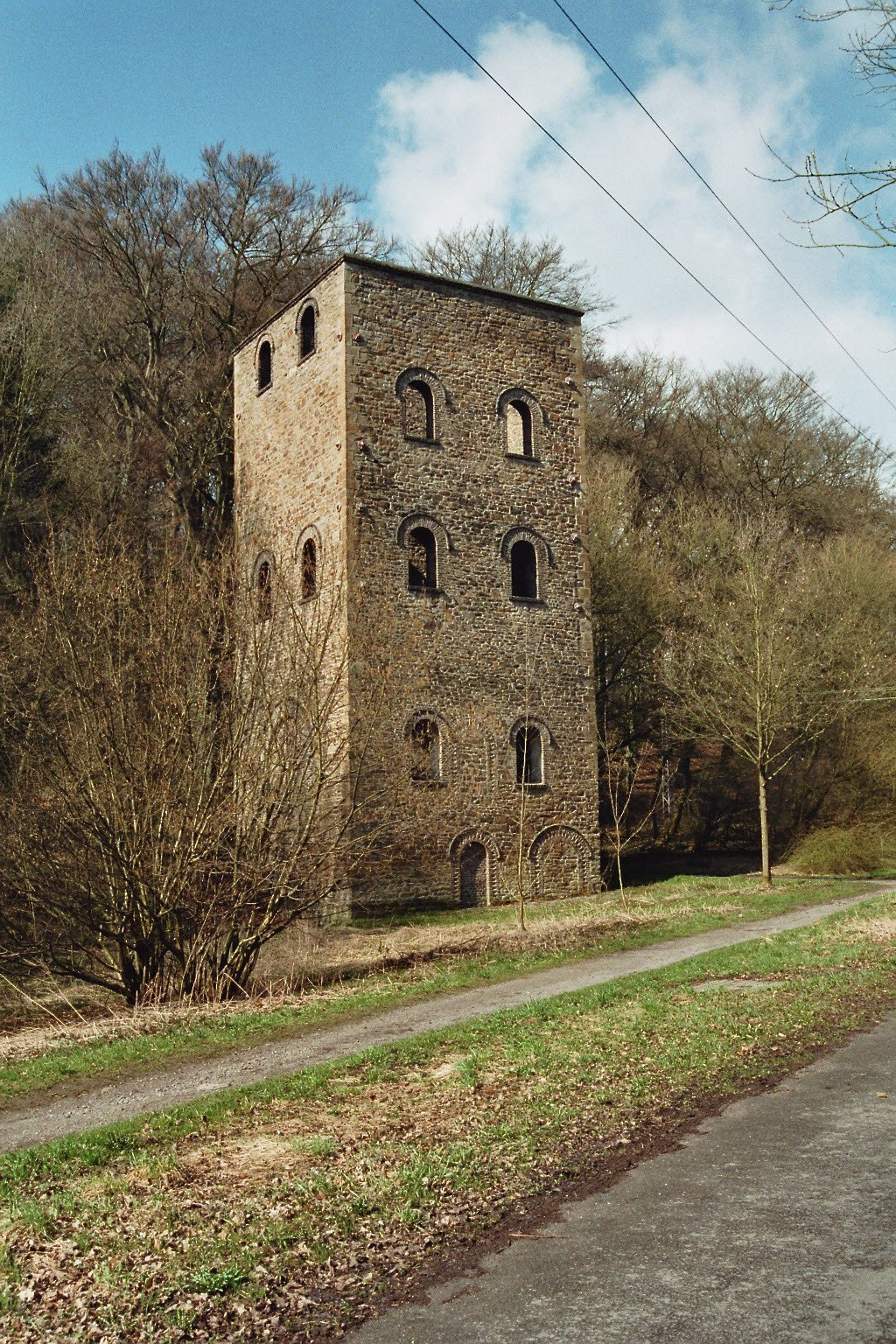
Malakow-Turm der Zeche Brockhauser Tiefbau im Stadtteil Sundern von Bochum

Die Malakow-Türme des Ruhrgebiets wurden vorwiegend in Backsteinmauerungen ausgeführt. Mauerungen aus Bruchstein kamen wohl ausschließlich entlang der Ruhr vor. Einziger verbliebener Vertreter dieses Mauertyps ist der Malakow-Turm der Zeche Brockhauser Tiefbau im Rauendeller Siepen in Sundern. Dieser Turm, der als Ruine noch erhalten ist, besitzt eine schlichte Rechteckform, ohne Anbau oder die sonst üblichen Nebengebäude. Das Mauerwerk besteht im Wesentlichen aus Bruchstein, wobei die Ecken durch Verwendung von plangearbeiteten Quadern aus gelbem Ruhrsandstein einen gradlinigen Abschluss erfahren. Die schlichte Mauerung, die keine horizontal verlaufenden Simse besitzt, wird durch unterschiedlich große und auf allen vier Seiten ungleich verteilte Rundbogenfenster aufgelockert. Die Fensterlaibungen, sowie die Rundbögen und Fenstersimse wurden aus Backstein geformt, wie sie in Romanischen Bauwerken Nordfrankreichs häufig anzutreffen sind.
Alle anderen noch bestehenden Malakow-Türme des Ruhrgebietes sind gänzlich in Backstein gemauert. Sie besitzen quadratische oder leicht rechteckige Grundrisse, mit bis zu 2,5 m dicken Fundamentmauern, die über bis zu vier Etagen nach oben jeweils schmaler werdend abgesetzt sind. Äußerlich sind diese Etagen durch horizontal, um das Gebäude herum verlaufende Gesimse erkennbar, in der Architektur als Verkröpftes Gesims bekannt. Alle Fenster sind jeweils in Rundbogenform ausgeführt, wobei die Zahl der Fenster nach oben hin, von Etage zu Etage in ihrer Anzahl erhöht, zuweilen auch verdoppelt, aber in ihrer Ausführung dann verkleinert, vorzufinden sind. Die Fenster wurden meist auch mit Backstein abgesetzt, mit Fenstersimsen versehen und Längskanten sowie Bögen ebenfalls hervorstehend ausgeführt. Einige Türme besitzen zusätzlich um einzelne Fenster herum rechteckige Simsumrahmungen oder wurden mit einer tieferliegenden Kassettenform entsprechend untermalt. Dieses gestalterische Element findet man vereinzelt auch in Fenstergruppen wieder.
Von der reinen quadratischen bzw. rechteckigen Grundform abweichend, sind einige Türme im Revier mit quadratischen oder runden Türmen, meist an zwei Ecken einer Seite, versehen. Diese Türme verstärken den Festungscharakter, wobei der Malakow-Turm der Zeche Westhausen in Bodelschwingh bei Lütgendortmund mit seinen polygonen Türmen, in Verbindung mit den runden Dachkuppeln und den der osmanischen Architektur entlehnten Simsen knapp unter der Dachkante, schon fast etwas verspielt wirkt. Auch sind einige Türme mit sogenannten Attikazonen versehen, ein Halbgeschoss oder eine Abschlusswand zur Verdeckung des Daches. Die Dächer sind meistens flach pyramidenförmig zur Mitte zentriert ausgeführt, wobei Flachdächer, wie zum Beispiel in der Zeche Ewald und Rundkuppen wie in der Zeche Westhausen ebenfalls vertreten sind.

### Türme in Sachsen
Im sächsischen Steinkohlenbergbau war die Bauart weniger verbreitet als im Ruhrgebiet und die Türme waren meist sehr schlicht gehalten, hatten also nicht das typische Aussehen eines Festungsturms. Der bekannteste und heute noch erhaltene Turm in Sachsen ist der des Marienschachtes in Bannewitz bei Dresden. Bekannt sind auch als Malakowturm bezeichnete, aber nicht mehr existierende Bauwerke des Glück-Auf-Schachtes in Bannewitz, 1930 gesprengt, des Beckerschachts in Hänichen, des Beharrlichkeitsschachtes in Rippien und des Berglustschachtes in Wilmsdorf. Im Lugau-Oelsnitzer Steinkohlenrevier gab es die Doppelschachtanlagen Merkur- und Plutoschacht (Steinkohlenbauverein Gersdorf) sowie die Concordiaschächte I und II, und aus dem Zwickauer Steinkohlenrevier ist nur der ehemalige Tiefbauschacht II des Erzgebirgischen Steinkohlen-Aktienvereins als echter Malakowturm bekannt. Der Malakowturm von Concordia II in Oelsnitz ist erhalten, dient aber heute als Wohnhaus.

### Türme in Belgien

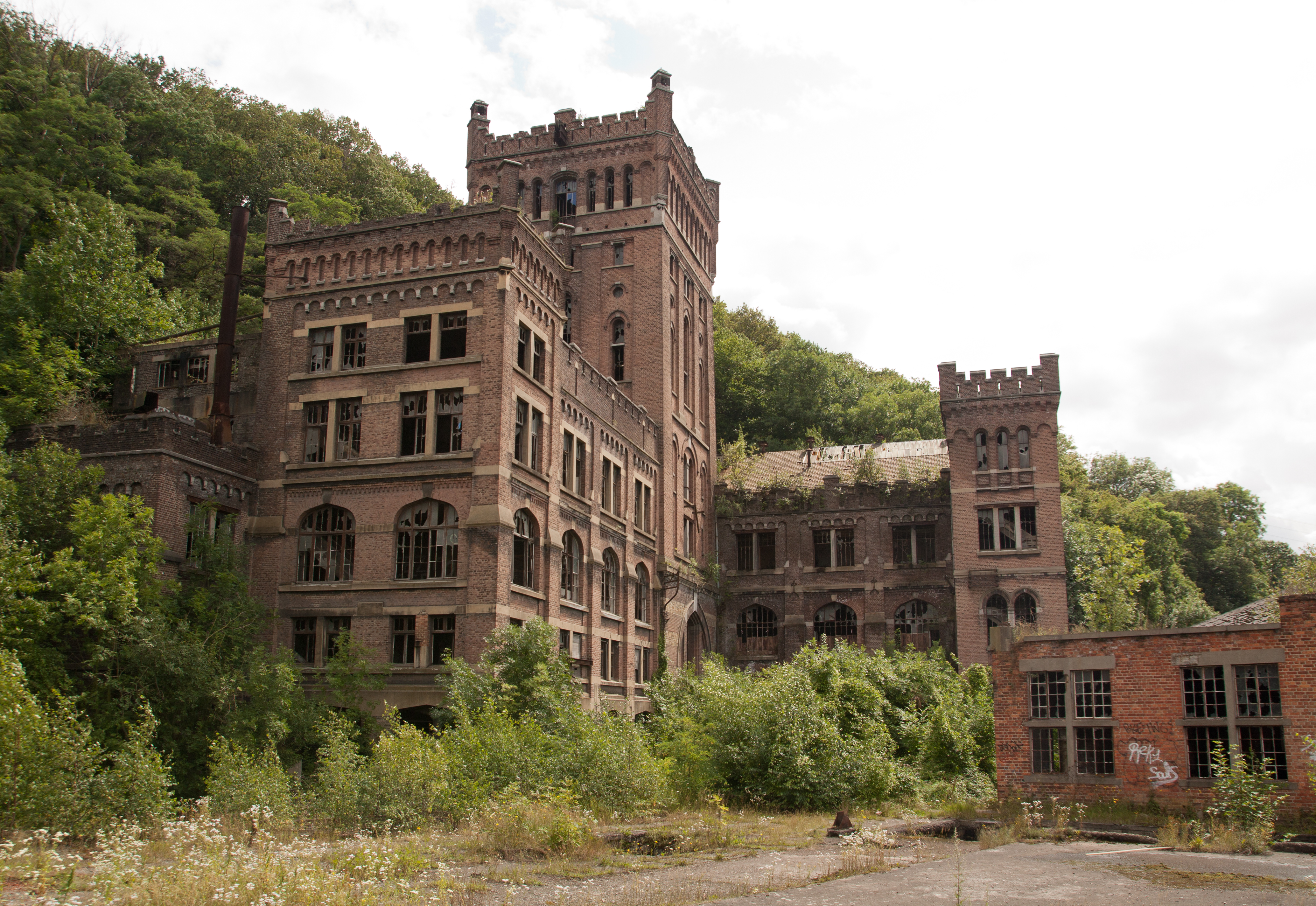
Charbonnage du Hasard a Cheratte (Zeche Hasard in Visé, Belgien)

Ein bekanntes, erhaltenes Bauwerk in Belgien ist der Turm der Zeche Hasard in Visé, Provinz Lüttich, Wallonien.

### Türme in den Niederlanden
- Heerlen Oranje-Nassau Zeche 1 Schacht 2, (jetzt Museum)
- Kerkrade Domaniale Zeche, Bleijerheide Zeche Neuprick Catharinaschacht (abgerissen).

### Türme in Luxemburg

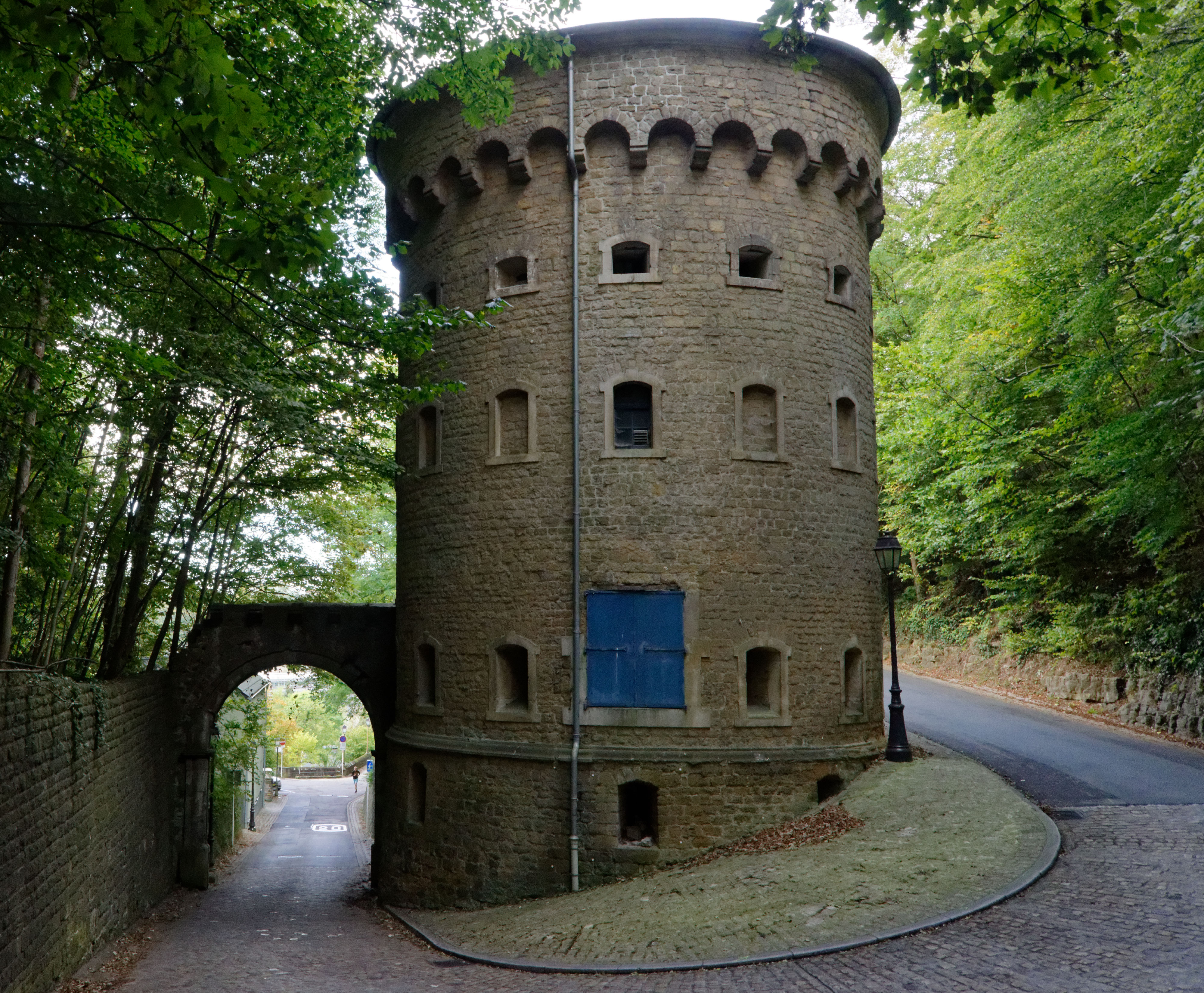
Malakoff-Turm in Luxemburg

- Malakoff-Turm in der Stadt Luxemburg. 1861 als Teil der Bundesfestung Luxemburg erbaut, hat dieses Gebäude keinen Bezug zum Bergbau.

### Türme in Polen (Niederschlesien)
- Kopalnia Węgla Kamiennego Wałbrzych, Steinkohlenbergwerk in Wałbrzych (dt.:Waldenburg)
- Kopalnia Węgla Kamiennego Victoria, Steinkohlenbergwerk Glückhilf-Friedenshoffnung in Sobięcin (bis 1945 dt.: Hermsdorf)

## Erhaltene Bauwerke

### Im Ruhrbergbau
Von den ehemals mehr als 130 Malakow-Türmen im Ruhrgebiet sind heute noch 14 Exemplare erhalten, wovon alle denkmalgeschützt sind. Alle Bauwerke sind als Schachttürme ausgeführt, allerdings werden nur zwölf von ihnen unstrittig als Malakow-Türme im engeren Sinne angesehen.
Einer Einordnung des Industriearchäologen Rainer Slotta folgend kann man alle verbliebenen 14 Türme in fünf Kategorien einordnen, die über die unten stehende sortierfähige Tabelle abgebildet wurden.
| Bergwerk                  | Ort                                                | Teufung begann | Baujahr Fertigstellung | Mauerwerk              | Zusätzl. Strebepfeiler | Externe Treppentürme |
| ------------------------- | -------------------------------------------------- | -------------- | ---------------------- | ---------------------- | ---------------------- | -------------------- |
| Zeche Carolinenglück      | Bochum-Hamme 51° 29′ 36″ N, 7° 10′ 49″ O           | 1847           | 1850                   | Backstein              |                        |                      |
| Zeche Carl                | Essen-Altenessen 51° 29′ 46″ N, 7° 0′ 45″ O        | 1855           | 1856                   | Backstein              |                        |                      |
| Zeche Holland 1/2         | Gelsenkirchen-Ückendorf 51° 29′ 26″ N, 7° 7′ 33″ O | 1856           | 1860                   | Backstein              |                        |                      |
| Zeche Hannover 1          | Bochum-Hordel 51° 30′ 18″ N, 7° 9′ 54″ O           | 1857           | 1857                   | Backstein              |                        |                      |
| Zeche Rheinpreußen 1/2    | Duisburg-Homberg 51° 26′ 51″ N, 6° 42′ 14″ O       | 1857           | 1884 / 1876            | Backstein              |                        |                      |
| Zeche Unser Fritz         | Herne-Wanne 51° 32′ 28″ N, 7° 8′ 2″ O              | 1871           | 1874                   | Backstein              | ja                     | ja                   |
| Zeche Prosper 2           | Bottrop 51° 31′ 9″ N, 6° 57′ 59″ O                 | 1871           | 1875                   | Backstein              |                        | ja                   |
| Zeche Westhausen          | Dortmund-Bodelschwingh 51° 33′ 0″ N, 7° 22′ 30″ O  |                | 1873                   | Backstein              |                        | ja                   |
| Zeche Ewald               | Herten-Süd 51° 34′ 19″ N, 7° 8′ 47″ O              | 1872           | 1875                   | Backstein              | ja                     | ja                   |
| Zeche Fürst Hardenberg    | Dortmund-Lindenhorst 51° 32′ 57″ N, 7° 26′ 32″ O   | 1872           | 1874                   | Backstein              | ja                     |                      |
| Zeche Brockhauser Tiefbau | Bochum-Sundern 51° 25′ 53″ N, 7° 12′ 17″ O         | 1873           | 1874                   | Bruchstein / Sandstein |                        |                      |
| Zeche Julius-Philipp      | Bochum-Wiemelhausen 51° 26′ 56″ N, 7° 14′ 7″ O     | 1873           | 1877                   | Backstein              | ja                     |                      |

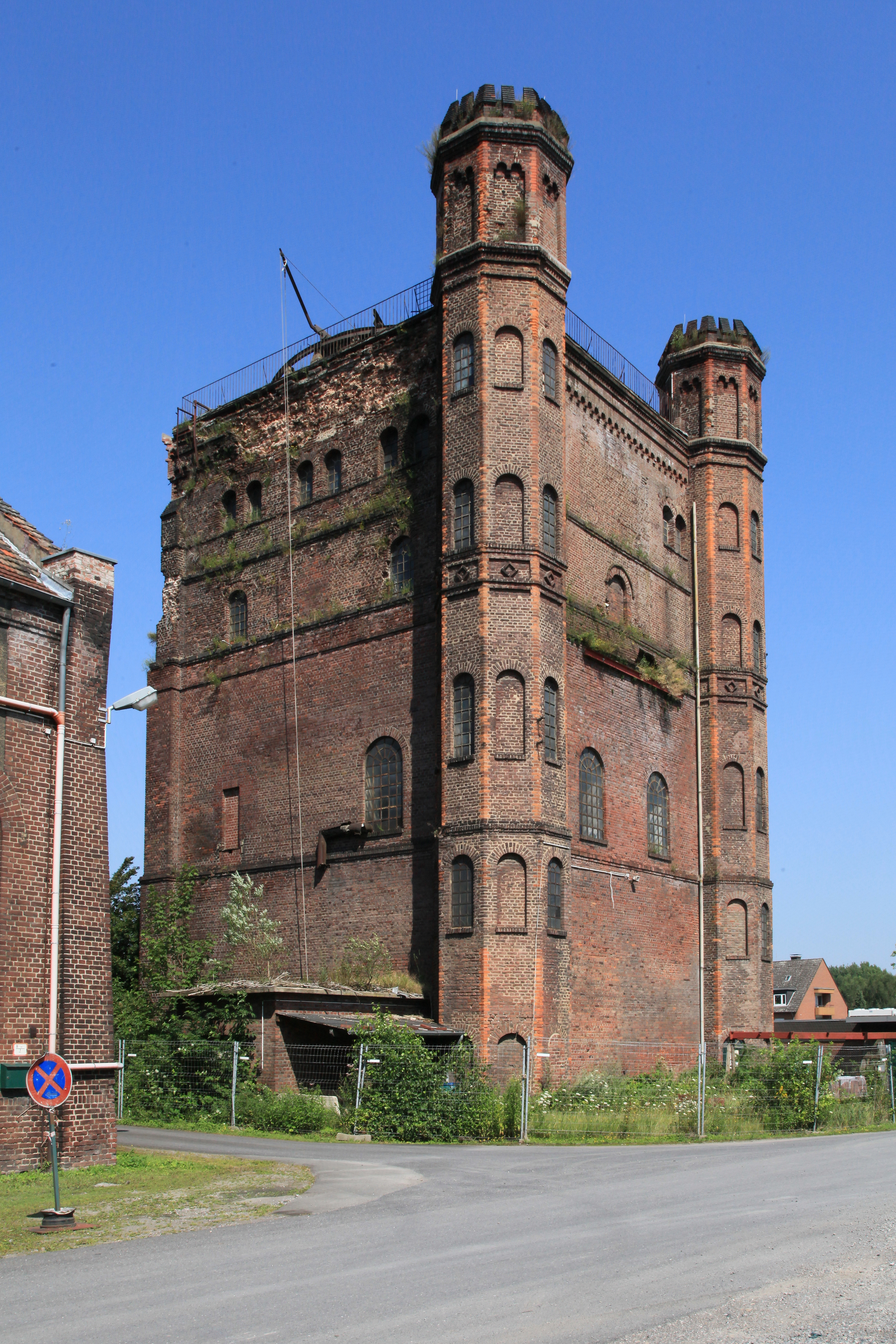
Malakow-Turm der Zeche Westhausen, Dortmund

Bei den beiden strittigen Malakow-Türmen handelt es sich um die übertägigen Fördereinrichtungen der Schächte 1 und 2 der Zeche Carolinenglück, die nach Ludwig Achepohl nicht in einer für einen Malakow-Turm typischen Mauerwerkskonstruktion ausgeführt waren, sondern ursprünglich Holz- bzw. Eisenkonstruktionen besaßen und um den von der Stadt Sprockhövel denkmalamtlich als Malakow-Turm geführten Förderturm der Zeche Alte Haase, bei dem 1897 ein Seilscheibengerüst, basierend auf einer von Carl Friedrich Koepe entwickelten Treibscheibenförderung, errichtet wurde. Das eiserne Fördergerüst ragte 15 m aus dem 25 m hohen Schachtgebäude heraus, dem lediglich eine Wetterschutzfunktion noch zugesprochen wurde. Auch stellt die zeitliche Distanz zwischen dem Beginn der Teufung am Schacht Julie im Jahr 1874 und der Fertigstellung des Turms im Jahr 1898 mit 24 Jahren keinen für Malakow-Türme typischen Zusammenhang zwischen Teufung und Turmbau mehr dar. In der Regel wurden die Teufungen und Turmbauten zeitlich parallel vorgenommen.
Die Tagesanlagen der Zeche Westhausen zählen nach Einschätzung des Regionalverband Ruhr zu den architektonisch bedeutsamsten im Ruhrgebiet. Der Malakowturm aus dem Jahr 1873 besitzt an einer Längsseite zwei „Burgtürmchen“, in denen sich Fluchttreppen für den Fall eines Brandes befanden.
Ein weiteres besonders interessantes Industriekulturdenkmal ist der 1872 errichtete Malakow-Turm der Zeche Prosper II in Bottrop, der einzige Förderturm in Europa, bei dem ein Malakow-Turm samt dem später eingezogenen Fördergerüst noch in diesem Zustand erhalten ist.
Ebenfalls außergewöhnlich ist die 1856–1860 erbaute, aus zwei miteinander verbundenen Malakowtürmen bestehende Förderturmanlage der ehemaligen Zeche Holland I/II in Gelsenkirchen, die einzige überhaupt erhaltene Doppelmalakowturmanlage. Die beiden Fördergerüste wurden Ende der 1960er Jahre abgerissen und in den Türmen sind heute Wohnungen untergebracht.
Als letztes sei noch der Malakow-Turm der Zeche Julius-Philipp erwähnt, der vollständig renoviert heute die Medizinhistorische Sammlung der Ruhr-Universität Bochum beherbergt.

### Weitere Bergwerke

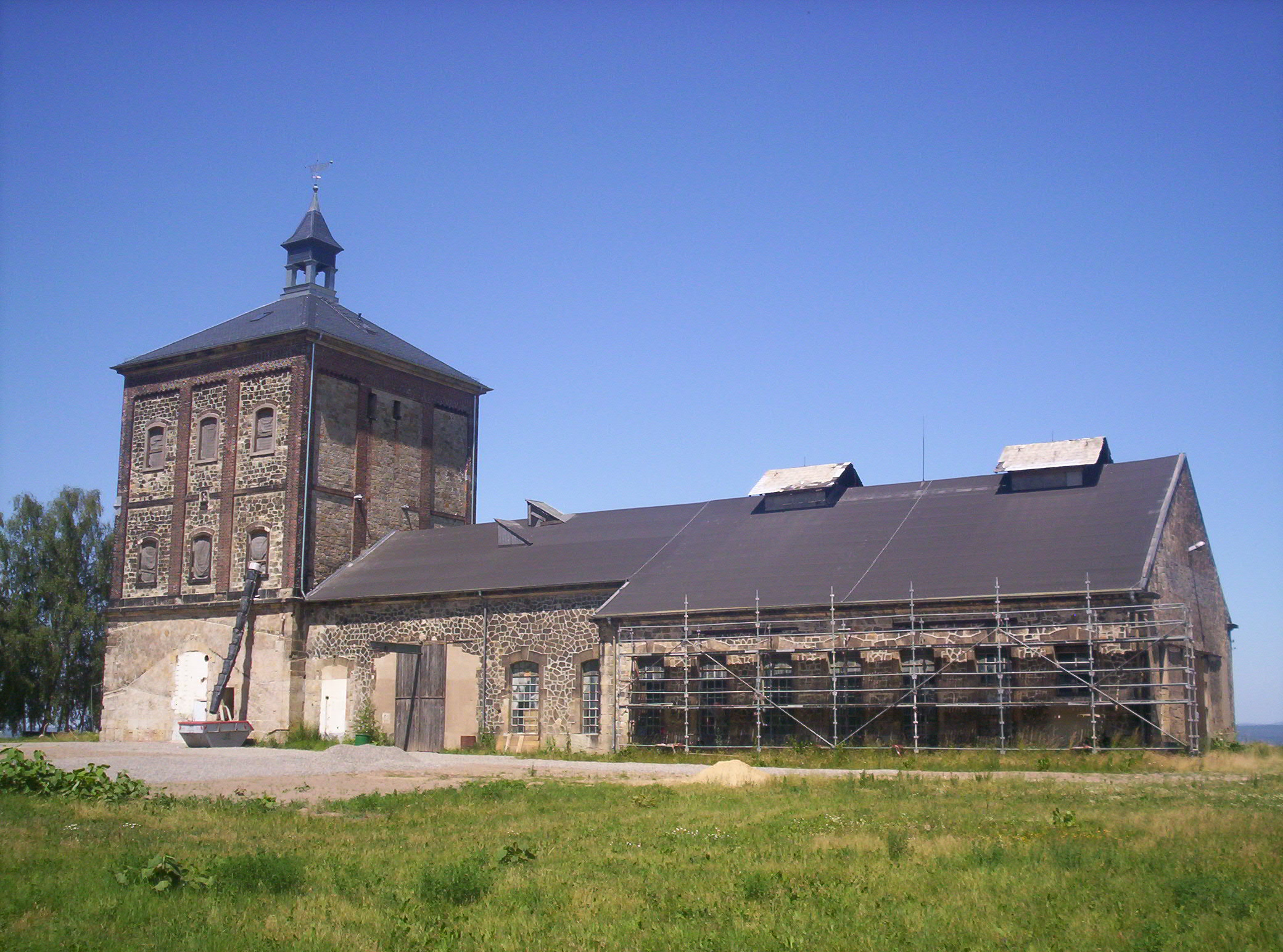
Marienschacht, Malakow-Turm mit Kaue

- Bergbaumuseum Mechernich (Eifel): Der „Dreckschaach“, wie der letzte erhaltene Förderturm des ehemaligen Bleibergwerks Gewerkschaft Mechernicher Werke (GMW)[20] im Volksmund noch immer genannt wird, ist ein Schachtturm mit polygonalem Grundriss. In den 1890ern gebaut, wurde er anfänglich als Förder-, später nur noch als Seilfahrtsschacht und zuletzt zum Einhängen von taubem Gestein genutzt. Daher kommt der heutige Name „Dreckschacht“. Heute ist der unter Denkmalschutz stehende Turm Teil des Bergbaumuseums und kann besichtigt werden.[21]
- Im Pitschbachtal in einem Wald bei Bad Ems steht die Ruine des steinernen Adolph-Schacht-Förderturms der Grube Pfingstwiese, ein Relikt des Emser Blei-Zink-Erzbergbaus.[22] Der 1873 fertiggestellte Turm[23] unterscheidet sich erheblich von den üblicherweise als Malakowturm bezeichneten Bauwerken. Die typischen architektonischen Merkmale fehlen, insbesondere das die Förderanlage tragende, massive Stützmauerwerk. Viergeschossig ausgeführt, wirkt das rechteckige Bruchsteingebäude mit seiner Satteldachform eher wie ein gewöhnliches Haus und dürfte als Einhausung für eine separate Tragekonstruktion aus Holz oder Stahl (Seilscheibenstuhl) gedient haben.
- Walter-Schneider-Schächte (ehemals Ernst-Schächte genannt), Helbra: Von der Gesamtanlage des Kupferbergwerkes ist heute noch der 1885/86 errichtete Malakowturm inklusive Maschinengebäude Schacht 4 erhalten. Er befindet sich aber, obwohl unter Denkmalschutz stehend, in einem desolaten Zustand.[24]
- Marienschacht, Bannewitz bei Dresden: Der 1891 errichtete Förderturm des Marienschachtes gehörte mit zu den letzten in Deutschland gebauten Malakowtürmen. Der Turm mit dem Maschinenhaus steht unter Denkmalschutz und ist ausgesprochen gut erhalten.[12][25]

### Industrielle Zweckbauten ohne Fördereinrichtung
- Duisburg: Hebeturm der Trajektanstalt 1854–1856 erbaut in Homberg/Niederrhein (heute Duisburg-Homberg)
- Sprockhövel: Hängebankverkleidung der Zeche Alte Haase, 1897 gleichzeitig mit dem Seilscheibengerüst errichtet

### Sonstige Militär- und Zweckbauten ohne Bezug zum Bergbau
- Bremen: 1873 wurde auf dem Stadtwerder ein Wasserturm errichtet, der im Volksmund Umgedrehte Kommode genannt wurde und architektonisch stark an einen Malakow-Turm erinnert;
- Ingelheim: 1856 wurde ein Turm der Stadtmauer, der zuvor Alte Wache hieß, in Malakoffturm umbenannt;
- Köln: 1855 errichteter Malakoffturm am Rheinauhafen (Wachturm);
- Luxemburg: Tour Malakoff, 1861 erbaut, jüngster Bestandteil der Stadtbefestigung;
- Mainz: 1843 als Bundesfestung errichtete und nach 1856 Fort Malakow genannte Kaponniere, ab 1871 Bestandteil Reichsfestung Mainz. Nach 1919 geschleift und zum Teil abgebrochen;
- Neusäß bei Augsburg: Malakowturm in der Umfassungsmauer von Schloss Hammel, ein Wehrturm, der 1856 sein jetziges Aussehen erhielt.

## Fotogalerie

Malakow-Türme
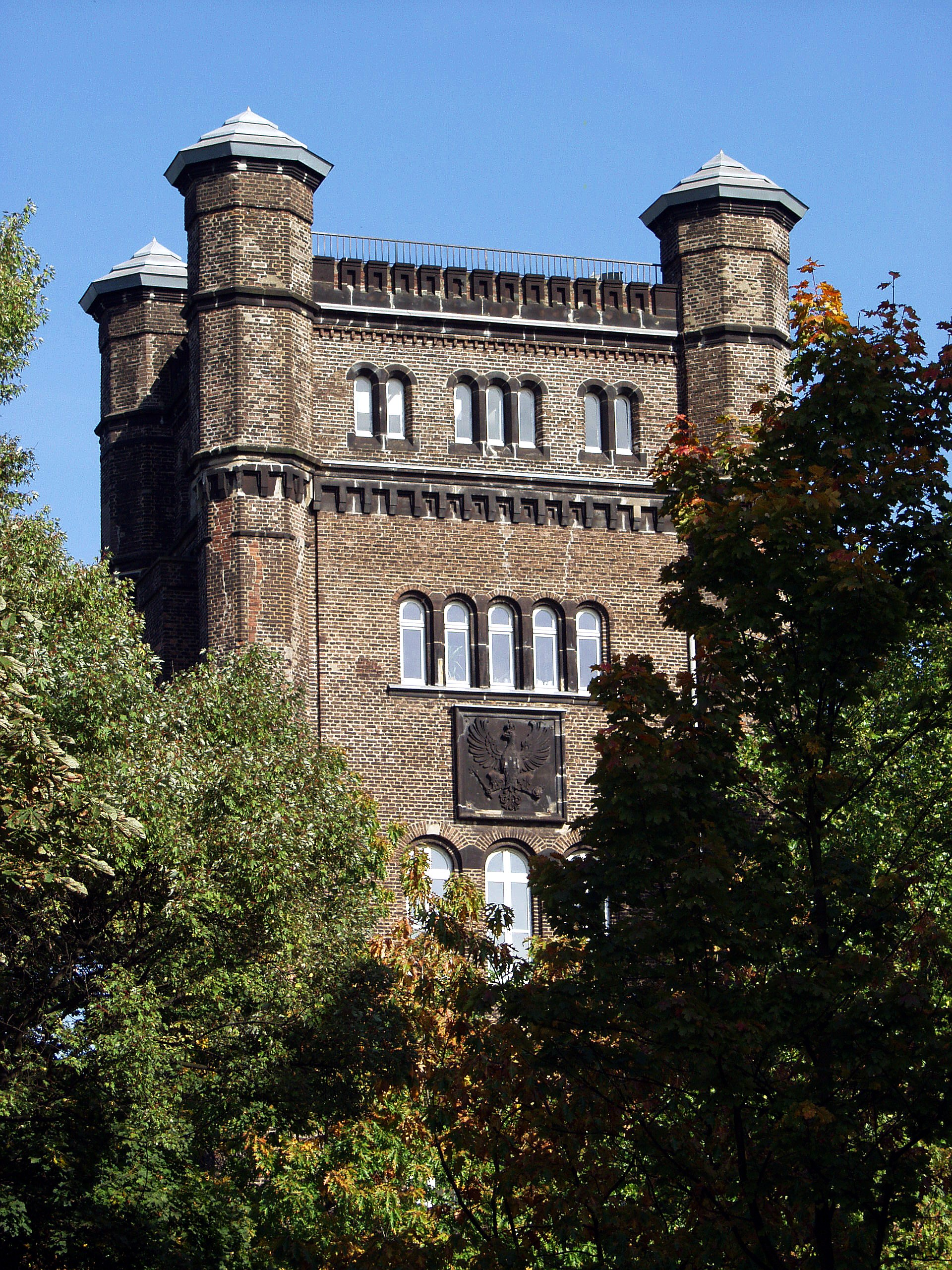
Malakow-Turm als Hebeturm, Duisburg-Homberg
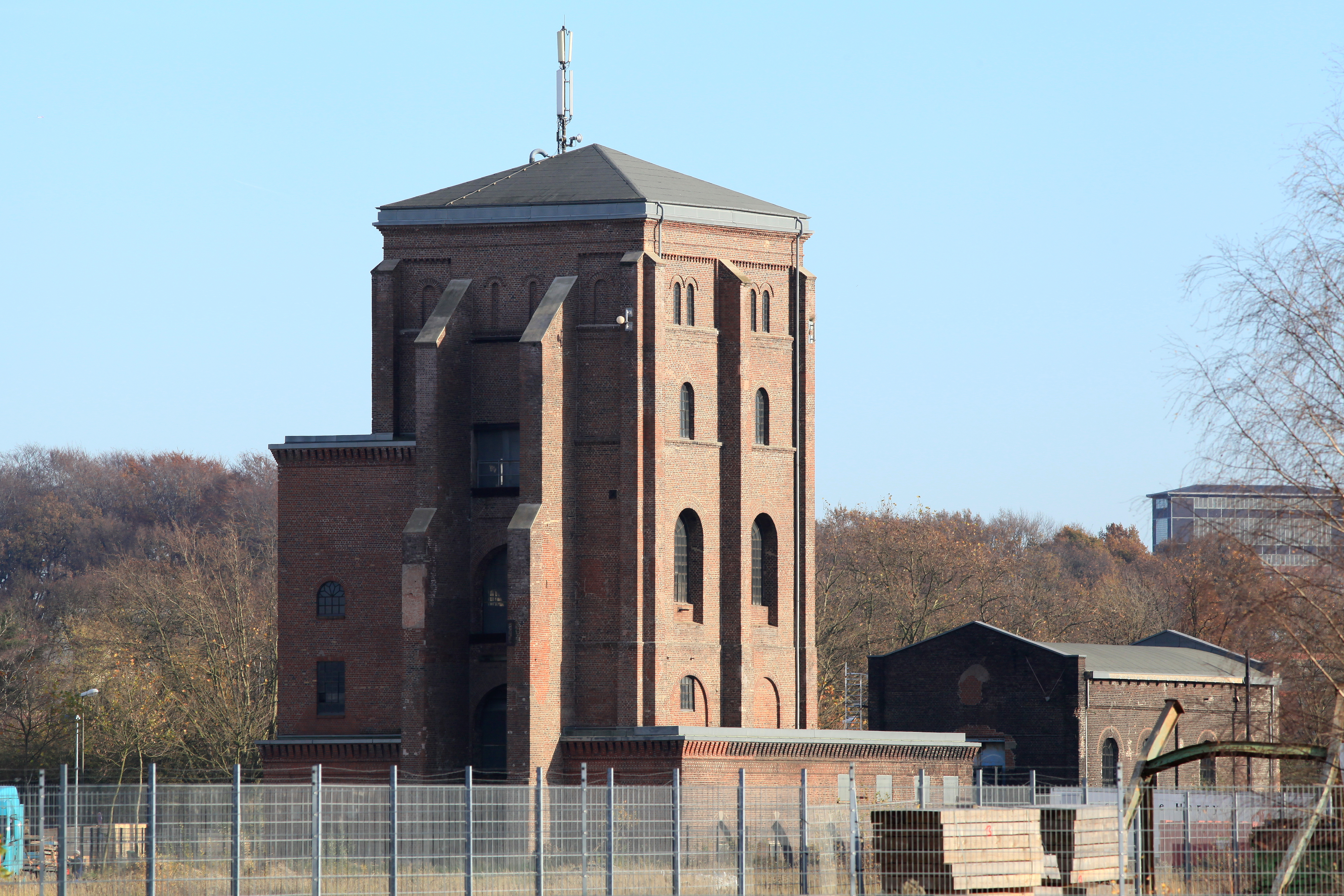
Zeche Fürst Hardenberg, Dortmund
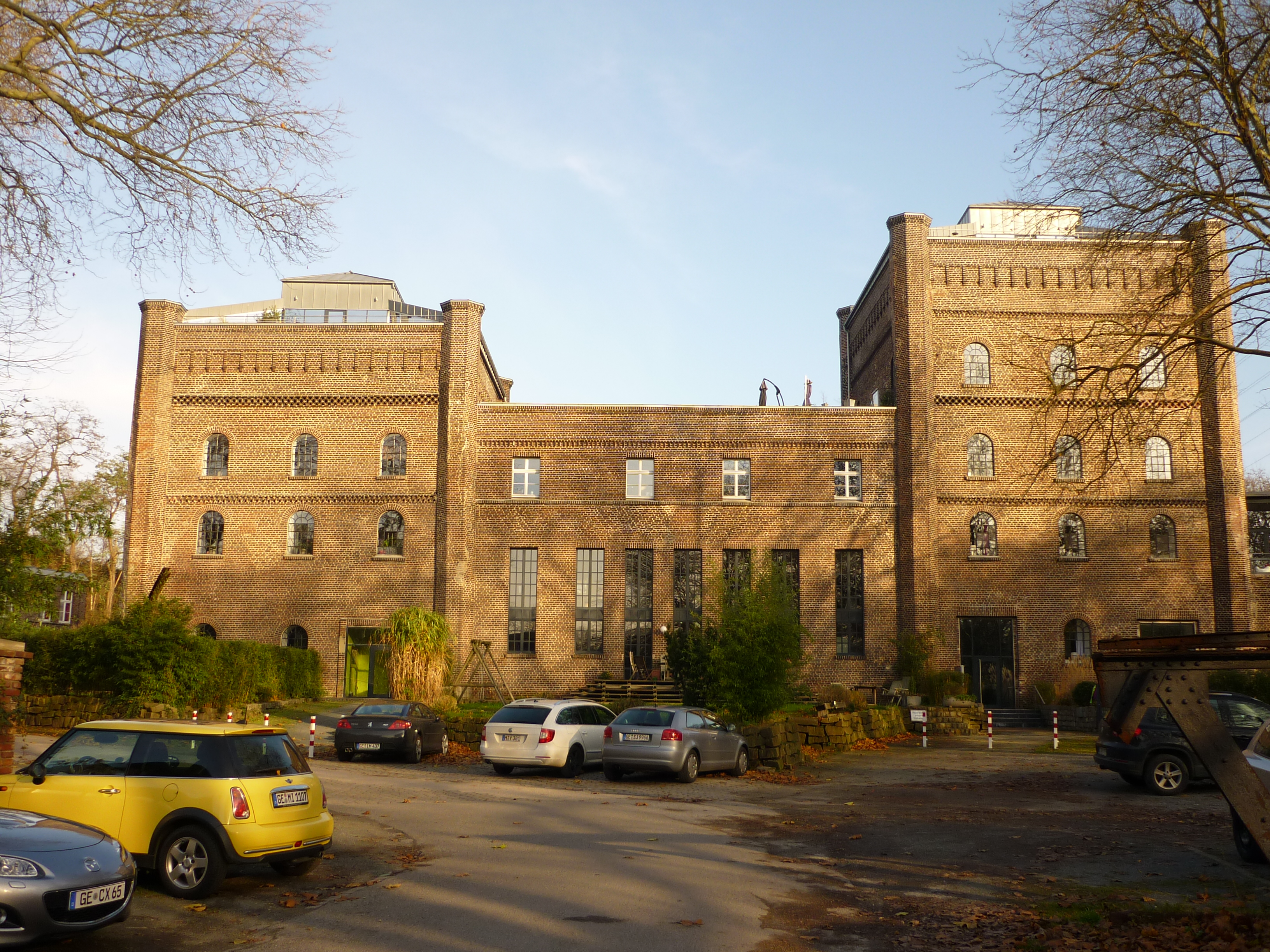
Doppel-Malakow-Turmanlage der Zeche Holland I/II in Gelsenkirchen-Ückendorf
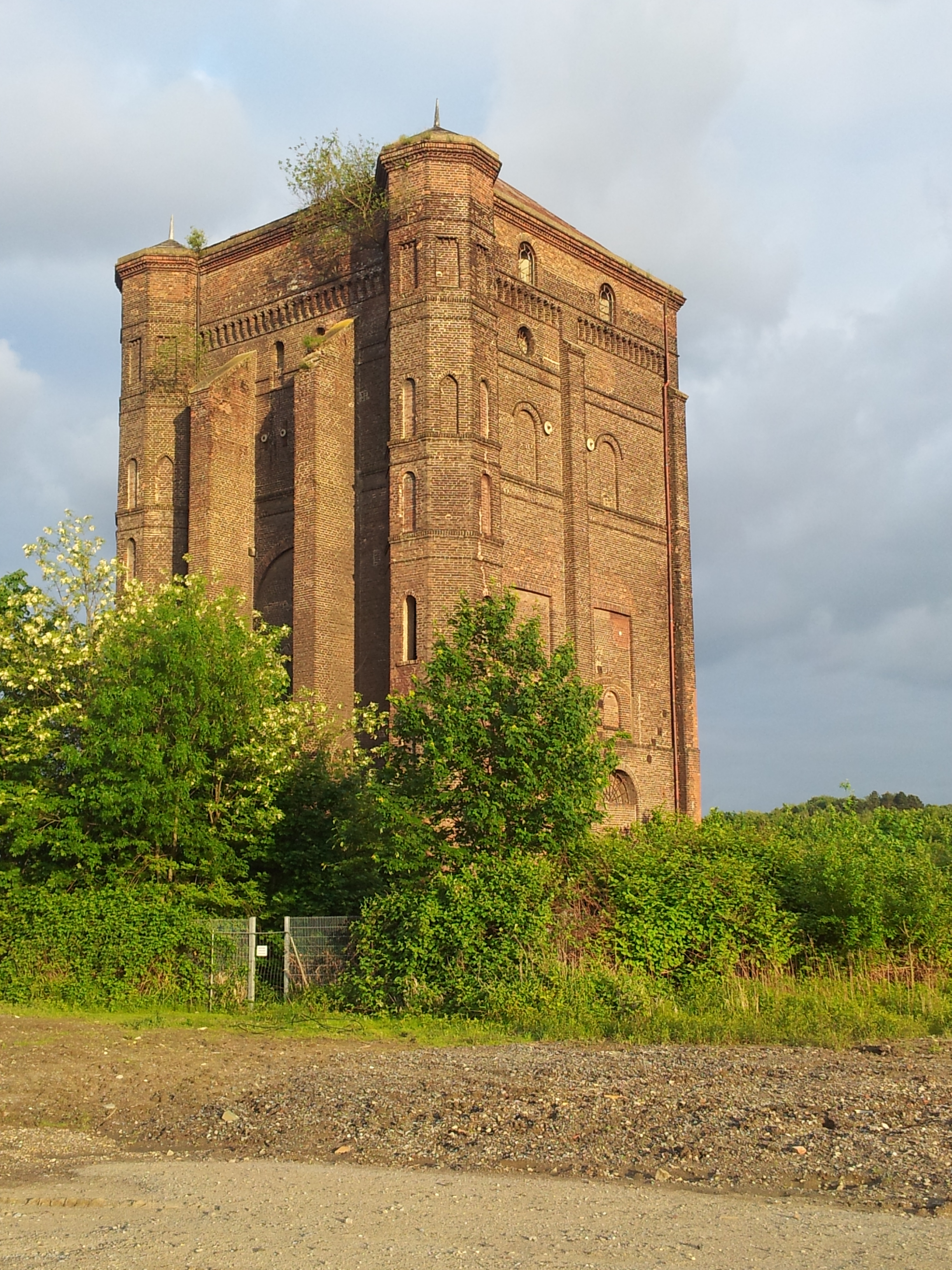
Zeche Unser Fritz in Herne
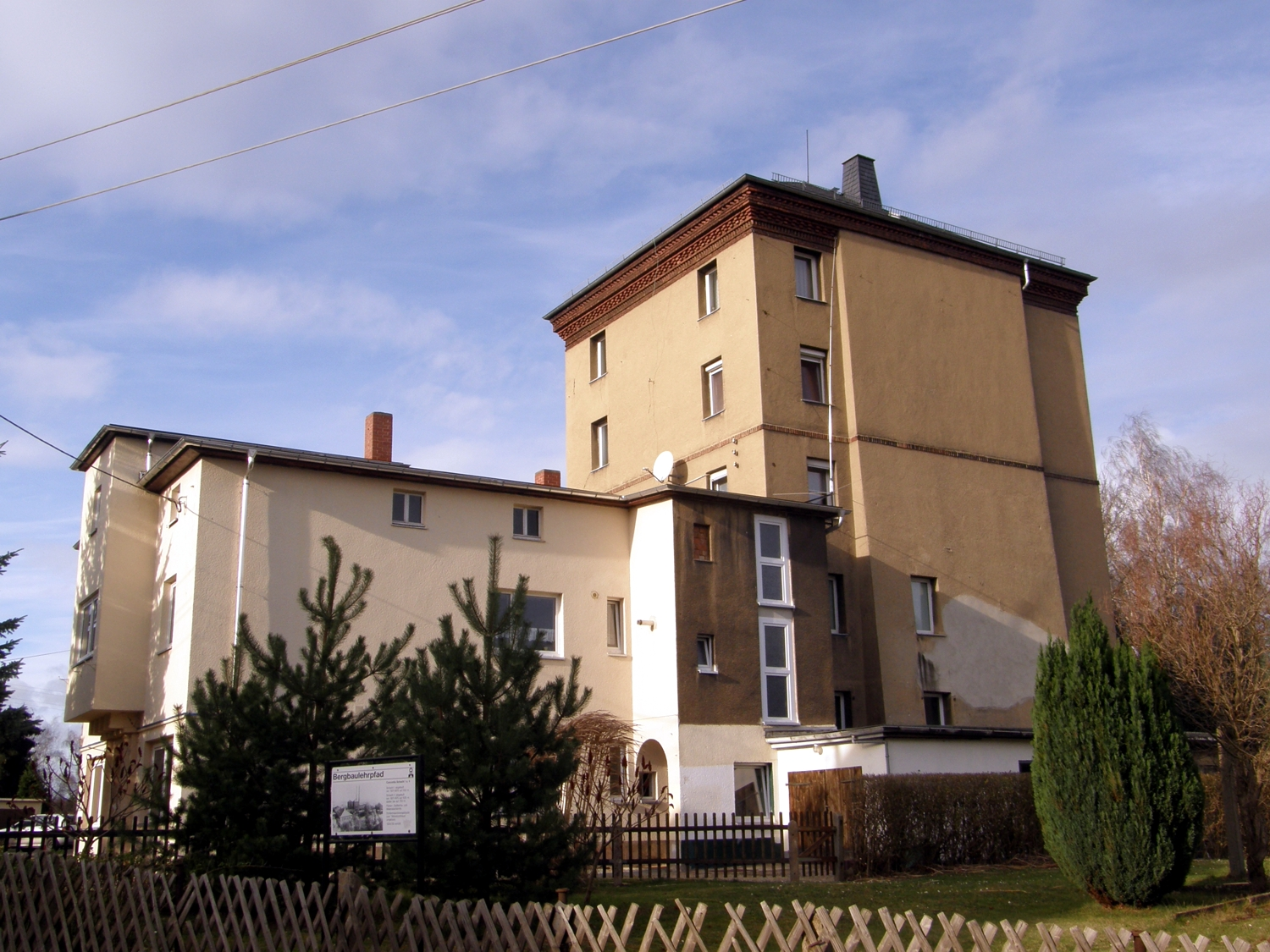
Der als Wohnhaus genutzte Malakowturm des Concordiaschachtes II in Oelsnitz/Erzgebirge
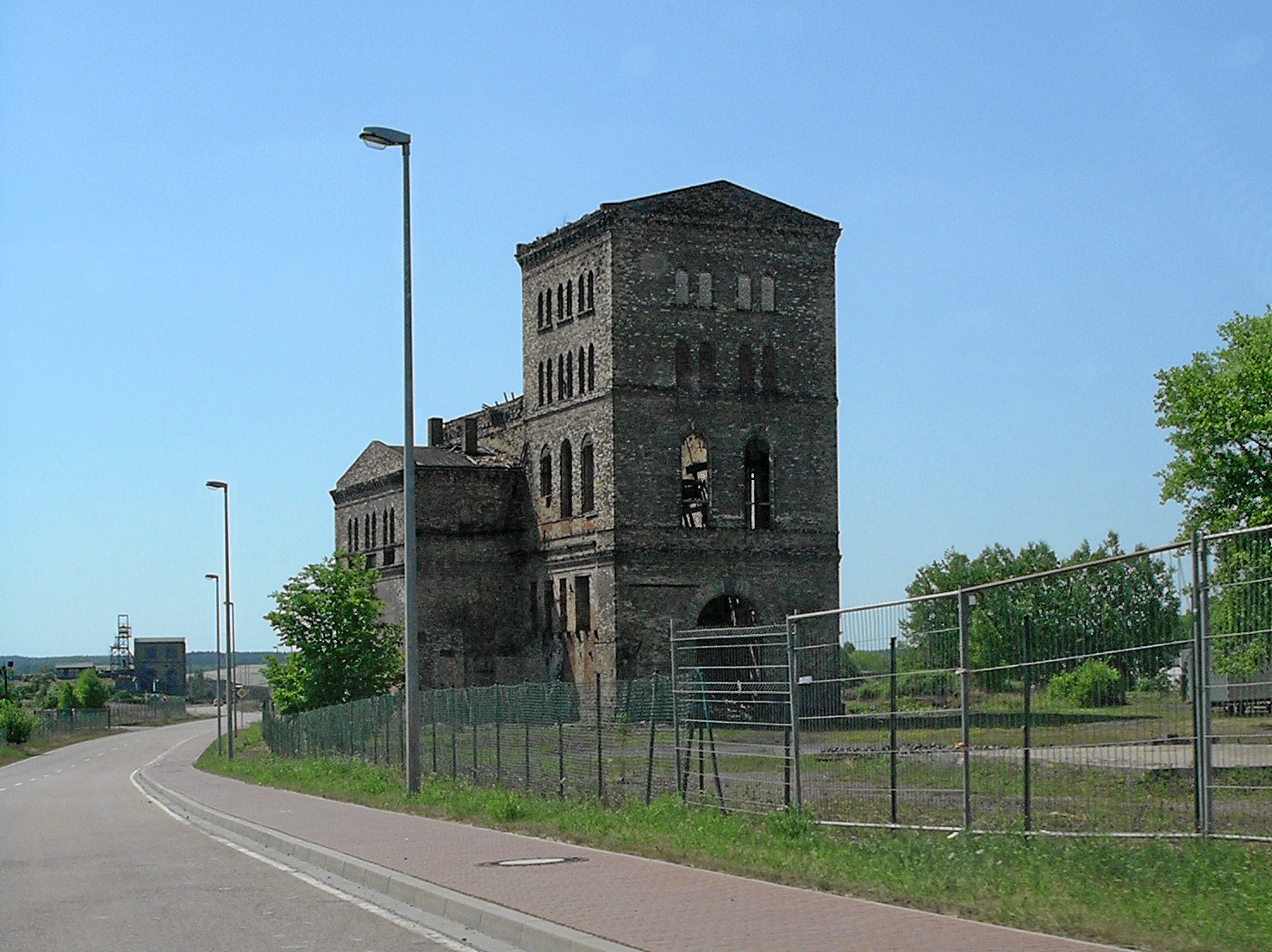
Malakowturm in Helbra, Sachsen-Anhalt
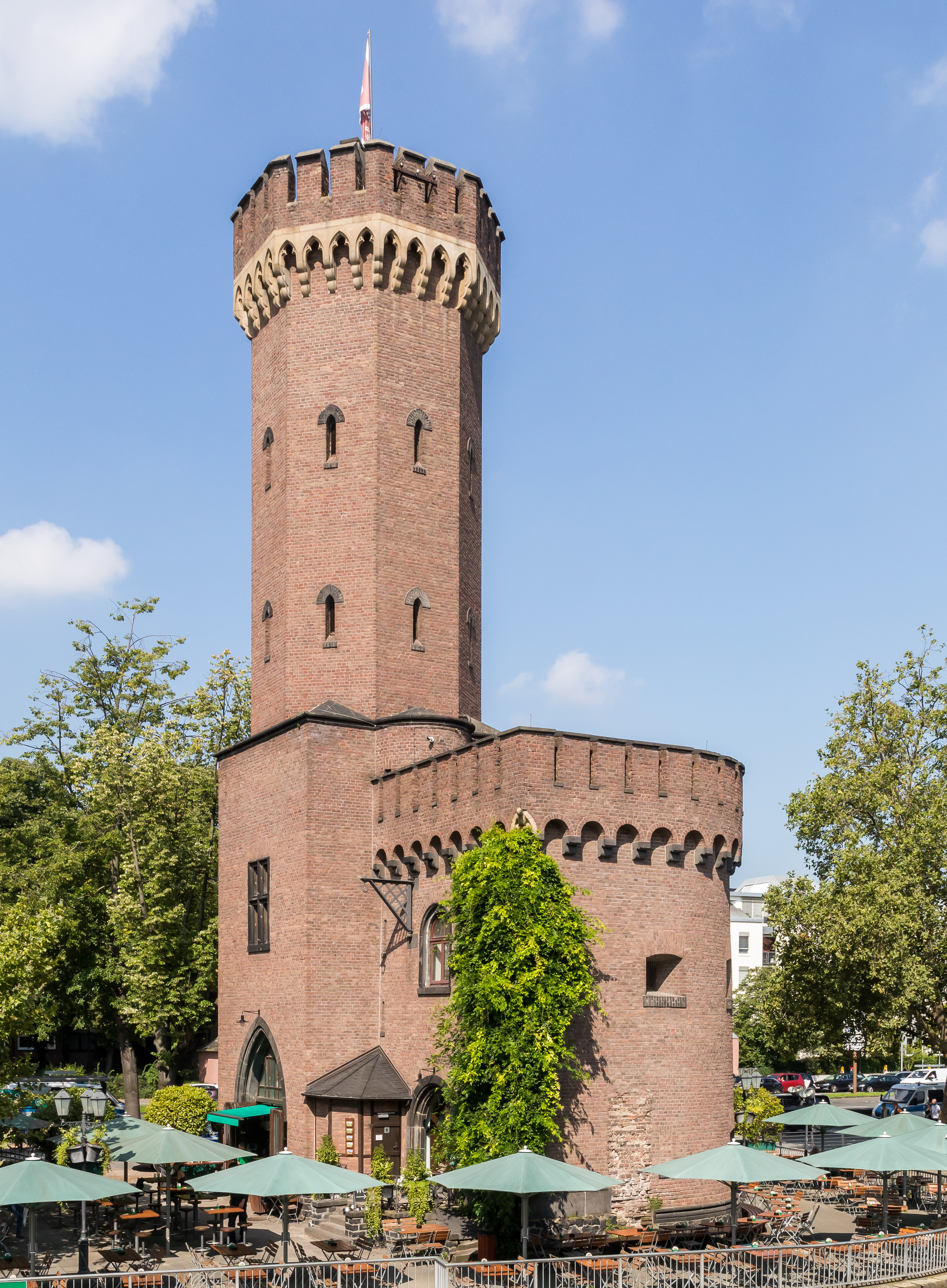
Turm am Kölner Rheinau-Hafen
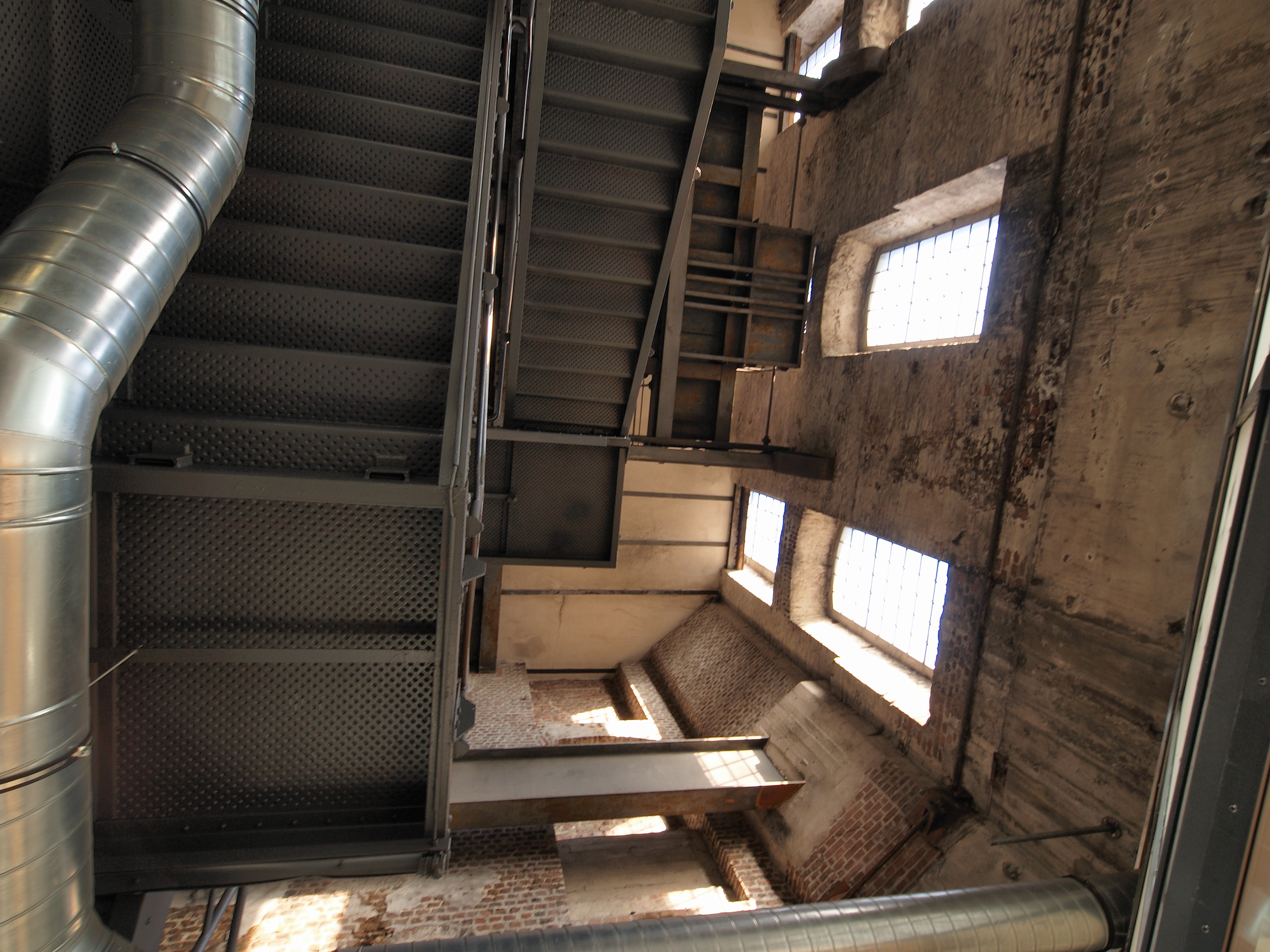
Turm innen, links das eingezogene Stahlgerüst, rechts das Mauerwerk, in der Ecke abgeschrägt eines der achteckigen Treppenhäuser mit Wendeltreppe (Blick nach oben).